# Praktolol
Practolol (Eraldin, Dalzic, Praktol, Cardiol, Pralon, Cordialina, Eraldina, Teranol) selektivni je beta blokator koji je korišten u lečenju srčanih aritmija. Praktolol nije više u upotrebi jer je veoma toksičan uprkos toga što je hemijski veoma sličan sa propanololom.

## Nuspojave
Nuspojave ovog leka su tipične za beta blokatore: bronhokonstrikcija, zatajenje srca, zamor, depresija i hipoglikemija.

## Zabrana
Praktolol je zabranjen u Indiji.

## Spoljašnje veze
- Se, Freeman; Rj, Turner (октобар 1975). „Guinea Pig study from 1975”. Journal of Pharmacology and Experimental Therapeutics. 195 (1).
- Tc, Orton; C, Lowery (октобар 1981). „Liver effect study from 1981”. Journal of Pharmacology and Experimental Therapeutics. 219 (1).
- Werner, O.; Magnusson, J.; Fletcher, R.; Nilsson-Ehle, P.; Pahlm, O. (1980). „I.V. Practolol during microlaryngoscopy. Effect on arterial pressure, heart rate, blood glucose and lipolysis”. British Journal of Anaesthesia. 52 (1): 91—96. PMID 7378234. doi:10.1093/bja/52.1.91. Архивирано из оригинала 10. 03. 2007. г. Приступљено 08. 12. 2013.
- Molecular structure
- DDB 10479

|  | Molimo Vas, obratite pažnju na važno upozorenje u vezi sa temama iz oblasti medicine (zdravlja). |